# Râul Ionașcu
Râul Ionașcu este un curs de apă, afluent al râului Dresleuca. 